# R. A. Stewart Macalister
Robert Alexander Stewart Macalister, né le 8 juillet 1870 à Dublin et mort le 26 avril 1950 à Cambridge, est un archéologue irlandais.

## Biographie
Maclister est né à Dublin en Irlande et est le fils d'Alexander Macalister, professeur de Zoologie à l'Université de Dublin puis professeur d’anatomie à Cambridge en 1883. 
Bien que son intérêt initial se soit porté sur l'archéologie en Irlande, il développa très tôt un fort gout pour l'archéologie biblique. Avec Frederick J. Bliss il fouilla de nombreux villages dans la Shéphélah entre 1898 et 1900. Usant des avancées en stratigraphie de William Petrie ils développèrent, Bliss et lui, une chronologie de la région basée sur la céramologie. Après la retraite de Bliss, Macalister devient le directeur des fouilles du Palestine Exploration Fund (PEF) en 1901.
De 1902 à 1909 il a été responsable des fouilles à Gezer et en Palestine dans la moderne nation d'Israël à l'ouest de Jérusalem. Ce furent les premières fouilles archéologiques scientifiques à grande échelle de la région. Le calendrier de Gezer, une tablette écrite en paléo-hébreu, a été découvert lors de ces recherches pionnières. À Gezer, il documenta également sa découverte d'un lieu sacré, où des restes d'enfants mutilés ont été excavés d'une pierre centrale et des alentours. Il décrit la pratique de "sacrifice humain" par les amorites, une tribu de Canaan. Il associe cette découverte aux écrits biblique qui documentent les péchés des amorites.
En 1909, Macalister quitta le domaine de l'archéologie de Palestine et accepta un poste de professeur d'archéologie celtique à l'University College Dublin ou il enseigna jusqu'à sa retraite en 1943. Pendant cette période il travailla sur l'ancien site de la colline des rois, Tara et fut responsable de l'édition complète des écritures oghamiques d'Irlande et de Grande-Bretagne. Nombreuses sont ses traductions des mythes et légendes irlandaises à être  encore largement utilisées aujourd'hui. Il a été élu à la Royal Irish Academy en 1910 et en fut le président de 1926 à 1931. Il a aussi été président de la Royal Society of Antiquaries of Ireland de 1924 à 1928.
Il est enterré à Ascension Parish Burial Ground à Cambridge aux côtés de son épouse Margaret A. M. Macalister.

## Sources
- Thomas, Page A. 1984. "BA" portrait: The Success and Failure of Robert Alexander Stewart Macalister.  Biblical Archaeologist 47(1): 33–35.
- ‘MACALISTER, Robert Alexander Stewart’, Who Was Who, A & C Black, an imprint of Bloomsbury Publishing plc, 1920–2008; online edn, Oxford University Press, Dec 2012 ; online edn, Oct 2012 accessed 8 March 2013
- Brian Fagan, 'Macalister, Robert Alexander Stewart (1870–1950)', Oxford Dictionary of National Biography, Oxford University Press, 2004 accessed 8 March 2013